# Hof (Vestfold)
Hof é uma comuna da Noruega, com 164 km² de área e 3031 habitantes (censo de 2004).         